# Cont de depozit
Un cont de depozit este un cont bancar deschis de o instituție financiară, utilizat pentru depunerea și retragerea de fonduri de către un client. Aceste conturi includ conturi de economii, conturi curente sau alte categorii de produse bancare, detaliate mai jos.
Tranzacțiile realizate în cadrul conturilor de depozit, precum depunerile, retragerile, transferurile bancare sau plățile, sunt înregistrate în registrele băncii. Soldul rezultat reprezintă un pasiv financiar (obligație) al băncii, ceea ce reflectă suma datorată clientului. Această relație între bancă și client (depozitar) poate fi definită ca una de debitor-creditor.
Pentru anumite operațiuni, cum ar fi retragerile de numerar de la bancomate din afara rețelei proprii, transferurile bancare internaționale sau administrarea contului, unele bănci percep comisioane. În plus, dobânda anuală efectivă (DAE) poate fi acordată pentru soldurile din conturile de economii, în funcție de politica și condițiile instituției financiare.

## Tipuri de conturi
| SN | Tipul de cont                            | Descrierea funcționalității contului |
| -- | ---------------------------------------- | --- |
| 1  | Conturi curente                          | Aceste conturi de depozit oferă acces rapid și sigur la fonduri, la cerere, prin diverse canale, cum ar fi retrageri de numerar, plăți și transferuri bancare. Acestea sunt ideale pentru gestionarea tranzacțiilor zilnice. Datorită disponibilității imediate a fondurilor, aceste conturi sunt cunoscute și sub denumirea de „conturi la vedere” sau „conturi de depozit la vedere”. Un tip special de cont în Statele Unite este contul NOW (Negotiable Order of Withdrawal), care combină trăsăturile unui cont curent cu cele ale unui depozit la termen, necesitând un preaviz de șapte zile pentru retragerea fondurilor. Acest tip de cont nu există în România. În schimb, în România, băncile oferă conturi curente cu dobândă, care permit obținerea de dobândă pe soldurile mai mari, păstrând totodată flexibilitatea retragerilor rapide, fără a impune restricții semnificative. |
| 2  | Conturi de piață monetară                | Conturi de depozit care oferă dobândă calculată în funcție de ratele pieței monetare și pentru care retragerile sunt permise fără preaviz sau cu un preaviz foarte scurt. În Statele Unite, acestea sunt similare conturilor curente, deoarece permit emiterea de cecuri și acces instantaneu la fonduri, însă sunt reglementate la fel ca și conturile de economii, fiind supuse limitărilor lunare privind tranzacțiile. În România, aceste conturi pot fi utilizate de persoane fizice și juridice, fiind supuse reglementărilor Băncii Naționale a României. |
| 3  | Conturi de economii                      | Conturi gestionate de băncile comerciale, care oferă dobândă, dar nu pot fi utilizate pentru plăți directe (cum ar fi emiterea de cecuri sau utilizarea unui card de debit pentru cumpărături). Numerarul poate fi totuși retras de la bancomate. Deși mai puțin convenabile decât conturile curente, aceste conturi oferă în mod obișnuit o rată a dobânzii mai mare și sunt frecvent legate de un cont curent. Ideal pentru economisirea pe termen mediu și lung. |
| 4  | Depozite la termen                       | Cunoscut și sub denumirea de „certificate de depozit” în Statele Unite. Depozitele la termen presupun păstrarea fondurilor pentru o perioadă fixă („termen”), fără posibilitatea de retragere anticipată fără penalități. După expirarea termenului, fondurile pot fi retrase sau reinvestite automat într-un nou depozit la termen. În general, cu cât termenul este mai lung, cu atât rata dobânzii oferită este mai mare. |
| 5  | Depozite la cerere                       | Conturi de depozit care permit retragerea fondurilor fără penalități, dar care necesită menținerea unui sold minim mai mare pentru a genera dobândă. Acestea sunt potrivite pentru clienții care au nevoie de flexibilitate, dar urmăresc și obținerea unor dobânzi mai mari. |
| 6  | Conturi de tip „sweep”                   | Aceste conturi permit transferul automat al fondurilor care depășesc un anumit prag dintr-un cont curent într-un alt cont (de exemplu, într-un cont de economii, depozit sau cont destinat investițiilor), conform unui set predefinit de reguli. Ele sunt utilizate pentru a optimiza gestionarea lichidității, în special de către afaceri sau clienți instituționali, pentru a asigura o administrare eficientă a fluxurilor de numerar și maximizarea randamentelor. Deși termenul „cont de tip sweep” (în engleză „sweep account”) este frecvent întâlnit în context internațional, în România, o funcționalitate similară este disponibilă prin soluții bancare destinate gestionării automate a fondurilor, în special în rândul companiilor. |
| 7  | Conturi ATS (Automatic Transfer Service) | În Statele Unite, conturile ATS permit transferul automat de fonduri dintr-un cont de economii într-un cont curent. Aceste transferuri sunt folosite pentru a acoperi plăți, cum ar fi un cec emis, sau pentru a menține un sold minim necesar. Ele sunt utile pentru evitarea penalităților pentru descoperiri de cont și pentru gestionarea automată a soldurilor. În România, o funcționalitate similară este disponibilă prin servicii de transfer automat între conturi, care permit automatizarea transferurilor între conturi curente și de economii sau între conturi curente. Prin urmare, deși nu există un echivalent direct denumit „cont ATS” în România, această opțiune este disponibilă prin servicii bancare similare. |
| 8  | Depozite pe termen scurt                 | Conturi de depozit în care fondurile sunt păstrate pentru o perioadă de maximum un an. Aceste conturi oferă flexibilitate mai mare comparativ cu depozitele la termen mai lung. Ideale pentru economisirea pe termen scurt sau pentru gestionarea lichidităților temporare. |

## Cum funcționează sistemul bancar
În domeniul bancar, verbele „a depune” și „a retrage” se referă, respectiv, la acțiunea unui client de a adăuga fonduri într-un cont și de a le extrage. Din punct de vedere legal și financiar, termenul „depunere” este utilizat de industrie în rapoartele financiare pentru a descrie obligația băncii față de depozitarul său, și nu fondurile pe care banca le deține în urma depunerii, care sunt înregistrate ca active ale băncii.
În România, băncile comerciale sunt instituțiile autorizate să efectueze operațiuni de depozit și credit pentru clienți, oferind conturi curente, de economii și împrumuturi, toate reglementate de Banca Națională a României (BNR). În cadrul sistemului bancar, băncile comerciale joacă un rol esențial în gestionarea economiilor și distribuirea creditului. Acestea sunt implicate activ în crearea de monedă economică, conform explicațiilor de mai jos.
În conformitate cu termenii și condițiile contului, titularul contului (clientul) păstrează dreptul de a solicita returnarea banilor depuși la cerere. Acestea specifică metodele prin care clientul poate depune sau retrage bani, de exemplu, prin cec, internet banking, EFTPOS sau alte canale.
De exemplu, un depozitar care depune 100 lei în numerar într-un cont curent la o bancă din România renunță la dreptul său legal asupra celor 100 lei, care devin un activ al băncii. În evidențele contabile ale băncii, banca va debita contul său de numerar cu suma de 100 lei și va credita un cont de pasiv „Depozite” cu aceeași sumă. Acesta este principiul contabilității în dubla înregistrare.
În bilanțul financiar al băncii, cei 100 lei în numerar vor fi înregistrați ca activ al băncii, iar contul de depozit va figura ca o datorie a băncii față de clientul său. Situațiile financiare reflectă substanța economică a tranzacției, care indică faptul că banca a împrumutat 100 lei de la clientul său și s-a obligat să îi returneze conform termenilor acordului. Acești bani fizici pot fi păstrați ca depozite la BNR și vor beneficia de dobândă conform politicii monetare.
De obicei, o bancă nu păstrează întreaga sumă în rezervă, ci împrumută majoritatea banilor altor clienți, într-un proces cunoscut ca „bancarizare cu rezervă fracționară”. Acest sistem permite băncilor să câștige dobândă pe activul respectiv și, astfel, să plătească dobândă pe depozite.
Prin transferul dreptului de proprietate asupra depozitelor de la un client la altul, băncile pot evita utilizarea numerarului fizic ca metodă de plată. Depozitele băncilor comerciale constituie majoritatea ofertei de monedă în circulație. De exemplu, dacă o bancă din România acordă un împrumut unui client prin depunerea sumelor împrumutului în contul curent al clientului, banca va înregistra acest eveniment prin debitarea unui cont de activ (de exemplu, „împrumuturi de încasat”) și creditarea contului de pasiv sau a contului curent al clientului. Din punct de vedere economic, banca a creat, practic, monedă economică (deși nu monedă legală). Soldul contului curent al clientului nu conține bancnote, deoarece un cont de depozit la vedere este o datorie a băncii față de clientul său. Astfel, băncile comerciale pot contribui la creșterea ofertei de monedă (fără a tipări bancnote).

## Reglementări
Banca operează într-un sistem complex de practici și convenții, dezvoltate de-a lungul secolelor. În plus, activitatea bancară este reglementată prin norme legale, inclusiv cerințele de rezervă, menite să reducă riscul de insolvență al băncii. Aceste reglementări pot viza și limitarea pierderilor depozitarilor în cazul falimentului unei bănci.
Pentru a proteja depozitarii în caz de faliment al băncii, anumite depozite pot fi garantate prin sisteme de protecție a depozitelor, precum Fondul de Garantare a Depozitelor Bancare (FGDB) în România, sau prin scheme de garanție guvernamentală.